# Johann Adolph von Plettenberg

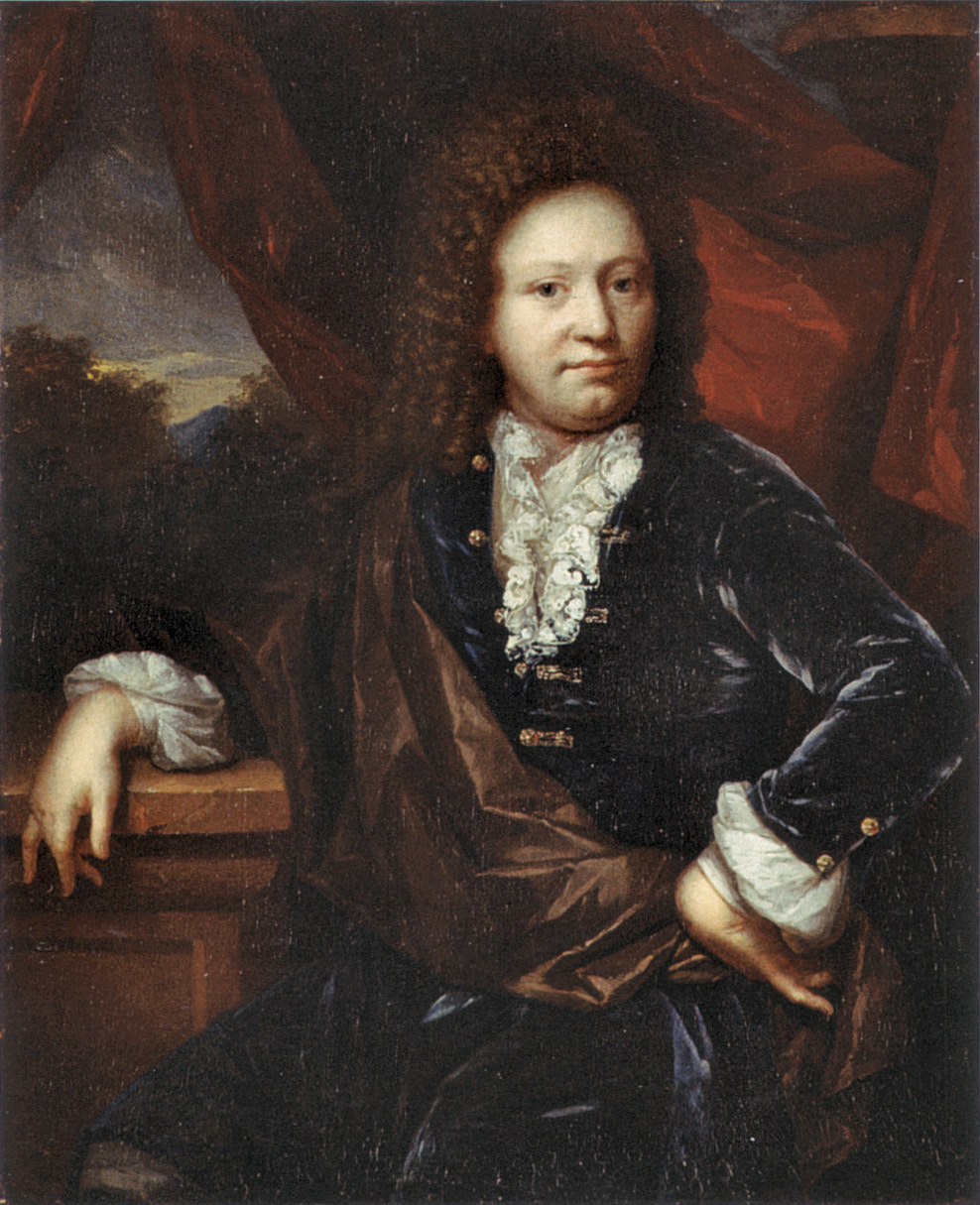
Johann Adolph von Plettenberg

Johann Adolph Freiherr von Plettenberg (* 18. Januar 1655 in Lenhausen; † 21. September 1696 in Paderborn) war kurkölnischer Kämmerer und Geheimrat sowie Deputierter der Münsterschen Ritterschaft.

## Leben

### Herkunft und Familie
Johann Adolph von Plettenberg wuchs als Sohn des Bernhard von Plettenberg zu Lenhausen (1615–1679) und seiner Gemahlin Odilia von Fürstenberg zu Schnellenberg und Waterlappe (1617–1683) in einer der ältesten und bedeutendsten westfälischen Adelsfamilien auf. Seine Geschwister waren
- Friedrich Christian (1644–1706, Fürstbischof von Münster),
- Maria Ida, Stiftsdame zu Fröndenberg, ⚭ Johann Friedrich von Beverförde,
- Christian Dietrich (1647–1694, Domherr und Domscholaster in Hildesheim),
- Friedrich Mauritz (1648–1714, Domherr in Hildesheim und Münster),
- Ferdinand (1650–1712, Dompropst in Münster),
- Wilhelm (* um 1652–1711, Domherr in Speyer und Landkomtur des Deutschen Ordens),
- Ursula Helene (1654–1720, ⚭ 1671 Franz Wilhelm von Galen),
- Bernhard (1657–1708, Domkantor in Paderborn).

Am 27. Februar 1683 heiratete er in der Residenz Schloss Neuhaus Reichsfreiin Franziska Theresia von Wolff-Metternich zur Gracht (1667–1722), Tochter des Degenhard Adolf von Wolff-Metternich zur Gracht (1616–1668) und seiner Frau Alexandrine von Hoensbroech zu Oistheim (1630–1677). Aus dieser Ehe gingen folgende Kinder hervor:
- Anna Maria Magdalene (1679–1707, ⚭ 1699 Johannes Matthias von der Recke (1672–1739))
- Ursula (1685–1733, ⚭ Ernst Dietrich Anton von Droste zu Füchten)
- Werner Anton (1688–1711, Domherr in Münster)
- Friedrich Christian Ferdinand (* 1689)
- Ferdinand (1690–1737, kurkölnischer Premierminister)
- Friedrich Bernhard Wilhelm (1695–1730, Amtsdroste in Werl und Domherr in Paderborn)

Johann Adolph ist im Dom zu Paderborn begraben.

### Werdegang und Wirken
Johann Adolph immatrikulierte am 9. Dezember 1673 an der Philipps-Universität Marburg. Nach dem Studium wurde er mit der Aufschwörung am 2. April 1683 in die Münstersche Ritterschaft aufgenommen. Damit gehörte er dem Landtag an, einem Gremium, das sich aus den drei Ständen zusammensetzte. Seine Aufgabe bestand in der Regelung des Steuerwesens und ab 1447 auch des Fehdewesens im Hochstift Münster. Johann Adolph war kurkölnischer Kämmerer und Geheimer Rat.
Im Jahre 1695 erhielt Johann Adolph von seinem Bruder Friedrich Christian Gut Nordkirchen als Geschenk. Der Fürstbischof hatte das landtagsfähige Gut im Jahr zuvor von den Erben der Ritterfamilie Morrien für einen Kaufpreis von 250.000 Reichstalern erworben. Nach Johann Adolphs Tod im Jahre 1696 ging das Vermögen an seinen Sohn Werner Anton. Nach dessen Tod im Jahre 1711 wurden die Güter unter den Geschwistern Ferdinand und Bernhard Wilhelm aufgeteilt.